# Campeonato Maranhense Segunda Divisão 2024
In 2024 werd het 26ste Campeonato Maranhense Segunda Divisão gespeeld voor voetbalclubs uit Braziliaanse staat Maranhão. De competitie werd gespeeld van 14 september tot 24 november en werd georganiseerd door de FMF. Viana/Real Codó werd kampioen.

## Pré-Série B

### Groep A
| Plaats | Club            | Wed. | W | G | V | Saldo | Ptn. |
| ------ | --------------- | ---- | - | - | - | ----- | ---- |
| 1.     | Viana/Real Codó | 2    | 1 | 1 | 0 | 3:1   | 4    |
| 2.     | Bacabal         | 2    | 0 | 1 | 1 | 1:3   | 1    |

|  | Geplaatst voor eerste fase |

### Groep B
| Plaats | Club        | Wed. | W | G | V | Saldo | Ptn. |
| ------ | ----------- | ---- | - | - | - | ----- | ---- |
| 1.     | São José    | 2    | 2 | 0 | 0 | 11:2  | 6    |
| 2.     | Americano   | 2    | 1 | 0 | 1 | 3:3   | 3    |
| 3.     | Expressinho | 2    | 0 | 0 | 2 | 0:9   | 0    |

## Eerste fase

### Groep A
| Plaats | Club            | Wed. | W | G | V | Saldo | Ptn. |
| ------ | --------------- | ---- | - | - | - | ----- | ---- |
| 1.     | Viana/Real Codó | 6    | 4 | 2 | 0 | 10:0  | 14   |
| 2.     | ITZ Sport       | 6    | 2 | 3 | 1 | 4:7   | 9    |
| 3.     | Timon           | 6    | 1 | 3 | 2 | 2:3   | 6    |
| 4.     | Santa Quitéria  | 6    | 0 | 2 | 4 | 2:8   | 2    |

|  | Geplaatst voor tweede fase |

### Groep B
| Plaats | Club         | Wed. | W | G | V | Saldo | Ptn. |
| ------ | ------------ | ---- | - | - | - | ----- | ---- |
| 1.     | IAPE         | 6    | 5 | 1 | 0 | 19:2  | 16   |
| 2.     | São Luís     | 6    | 3 | 2 | 1 | 12:9  | 11   |
| 3.     | São José (1) | 6    | 2 | 1 | 3 | 8:10  | 7    |
| 4.     | Tupan (2)    | 6    | 0 | 0 | 6 | 0:18  | 0    |

(1): Na een dispuut bij de wedstrijd tegen IAPE trok São José zich terug uit de competitie  

(2): Tupan trok zich voor de start terug uit de competitie, alle wedstrijden werden als 0-3 verlies geteld.

## Tweede fase
Bij gelijkspel worden er strafschoppen genomen, tussen haakjes weergegeven. 
|  | halve finale    | halve finale | halve finale | halve finale |  |                 | finale | finale | finale | finale |
|  |                 |              |              |              |  |                 |        |        |        |        |
|  |                 |              |              |              |  |                 |        |        |        |        |
|  | IAPE            | 3            | 3            | 6            |  |                 |        |        |        |        |
|  | ITZ Sport       | 0            | 1            | 1            |  |                 |        |        |        |        |
|  |                 |              |              |              |  | IAPE            | 0      |        | 0 (4)  |        |
|  |                 |              |              |              |  | Viana/Real Codó | 0      |        | 0 (5)  |        |
|  | Viana/Real Codó | 3            | 1            | 4            |  |                 |        |        |        |        |
|  | São Luís        | 1            | 0            | 1            |  |                 |        |        |        |        |

## Totaalstand
| Plaats | Club            | Wed. | W | G | V | Saldo | Ptn. |
| ------ | --------------- | ---- | - | - | - | ----- | ---- |
| 1.     | Viana/Real Codó | 11   | 7 | 4 | 0 | 17:2  | 25   |
| 2.     | IAPE            | 9    | 7 | 2 | 0 | 25:3  | 23   |
| 3.     | São Luís        | 10   | 5 | 2 | 3 | 21:15 | 17   |
| 4.     | ITZ Sport       | 8    | 2 | 3 | 3 | 5:13  | 9    |
| 5.     | Timon           | 6    | 1 | 3 | 2 | 2:3   | 6    |
| 6.     | Santa Quitéria  | 6    | 0 | 2 | 4 | 2:8   | 2    |
| 7.     | São José        | 6    | 2 | 1 | 3 | 8:10  | 7    |
| 8.     | Tupan           | 6    | 0 | 0 | 6 | 0:18  | 0    |
| 9.     | Americano       | 2    | 1 | 0 | 1 | 3:3   | 3    |
| 10.    | Bacaball        | 2    | 0 | 1 | 1 | 1:3   | 1    |
| 11.    | Expressinho     | 2    | 0 | 0 | 2 | 0:9   | 0    |

|  | Kampioen, promotie naar Série A 2025                   |
|  | Vicekampioen, promotie naar promotie naar Série A 2025 |
|  | Uitgeschakeld in halve finale                          |
|  | Uitgeschakeld in eerste fase                           |
|  | Uitgeschakeld in eerste en volgend jaar naar voorronde |
|  | Uitgeschakeld in voorronde                             |

## Kampioen
| Campeonato Maranhense de 2024 - Segunda Divisão |
| Maranhão                                        |
| ----------------------------------------------- |
| VIANA/REAL CODÓ Kampioen (1° titel)             |